# 湘南台文化センター
湘南台文化センター（しょうなんだいぶんかセンター）は、神奈川県藤沢市にある藤沢市立の文化施設。

## 施設概要
湘南台地区の公民館をはじめ、こども館、市民シアターなどからなる複合施設である。大小の球状構造物が特徴で、それぞれ直径37mの宇宙儀をモチーフとした市民シアター、直径23mの地球儀をモチーフとした「宇宙劇場」となっている。
- 建築設計 長谷川逸子・建築計画工房
- 構造設計 梅沢建築構造研究所
- 地下2階、地上4階[3]

歴史
- 1986年2月28日、コンペにより長谷川逸子の設計が最優秀賞を受賞し採用が決まる。
- 1987年7月13日、着工。
- 1989年7月18日、こども館が先行して開館する。開館当時のプラネタリウムは五藤光学GSSII、収容200席[4]。
- 1990年7月、竣工。
- 2004年4月、こども館の展示リニューアル。
- 2009年、五藤光学製ハイブリッドプラネタリウム導入。

### こども館
世界の民族衣装など、展示物は自由に触ることができる。併設する宇宙劇場は神奈川県内で２番目（開館当時）の規模を有するプラネタリウムで、子供向けプログラムと一般向けプログラムがあり、時間帯によっては全天周映画も上映される。
- 展示ホール
- ギャラリー
- 宇宙劇場：収容人数160席
  - ドームスクリーン - 直径20m、傾斜式
  - プラネタリウム - 五藤光学 CHIRON HYBRID
  - 4Kプロジェクター - 五藤光学 バーチャリウムII

### 市民シアター
1990年10月6日に開館。円形舞台を有する600席のホール、小人数使用向きの付帯設備がある。
- ホール
  - 舞台 - 直径5.3mの半円の大迫りと、同じく直径5.3mの半円のオーケストラ・ピットから成り、独立して電動昇降する[5]。
  - 観客席 - 後方が窄まった扇形で、新国立劇場中劇場にやや似た配置となる[6]。
- リハーサル室 - 床面積約110㎡[7]
- スタジオ - 24chミキサーを備えた調整室、ブース[8]

### 行政サービス施設
- 藤沢市湘南台市民センター
- 藤沢市湘南台公民館
- 藤沢市湘南台子育て支援センター
- 藤沢市湘南台いきいきサポートセンター（地域包括支援センター）

## 交通
- 小田急江ノ島線・相鉄いずみ野線・横浜市営地下鉄ブルーライン湘南台駅G出口より徒歩3分[9]

## 映像作品
- 轟轟戦隊ボウケンジャー
  - 本作に登場する架空の博物館「サージェスミュージアム」内にある施設「プレシャス・バンク」として、本施設がロケ地となる。
- 劇場版 仮面ライダー剣 MISSING ACE
  - 戦闘シーンロケ地
- 仮面ライダー×仮面ライダー W&ディケイド MOVIE大戦2010
  - 仮面ライダーW ビギンズナイトの戦闘シーンロケ地
- 仮面ライダーエグゼイド
  - 第28話の戦闘シーンロケ地
- ヤッターマン_(映画)
  - ドロンボー一家の基地（ロケ地）[10]